# Coelosia limpida
Coelosia limpida är en tvåvingeart som beskrevs av Eberhard Plassmann 1987. Coelosia limpida ingår i släktet Coelosia och familjen svampmyggor.
Artens utbredningsområde är Sverige. Arten är reproducerande i Sverige. Inga underarter finns listade i Catalogue of Life.